# Castellaccio di Monreale
Il Castellaccio di Monreale o Castello di San Benedetto è l'unico esempio della Sicilia occidentale di monastero - fortezza militare. È situato su Monte Caputo, nei pressi di Monreale a 764 m di altitudine.

## Storia
Il castello fu costruito intorno al XII secolo sotto Guglielmo II insieme ai più famosi Duomo e Monastero di Monreale. È un esempio dell'architettura arabo-normanna in Sicilia.
Faceva parte integrante di un vasto sistema di difesa-controllo del territorio conseguente alla conquista dell'isola dal 1061 al 1072.
Il castello domina la Valle dell'Oreto e molti dei rilievi calcarei dei Monti di Palermo.
Venne dedicato probabilmente a San Benedetto. Oltre alla funzione militare di avvistamento il castellaccio era destinato anche a luogo di riposo per i monaci del vicino monastero di Monreale.
Evento importante nella storia del castello fu nel 1370 l'attacco da parte dell'esercito di Giovanni Chiaramonte contro il nucleo catalano affiancato dai monaci monrealesi. Lo scontro causò danni alla struttura del castello ma poiché la posizione strategica era importante per la prevenzione dagli attacchi da nord e da sud, fu indispensabile il ripristino delle parti danneggiate.
Nel 1393 venne abitato dal re Martino I che voleva essere protetto da eventuali attacchi. Poco dopo iniziò il degrado col definitivo abbandono avvenuto presumibilmente nel XVI secolo.
Nel 1897 il monumento venne venduto dal Comune di Monreale al Club Alpino Siciliano con l'impegno che quest'ultimo ne effettuasse il restauro e ne curasse il mantenimento. Nel 1898 l'architetto Giuseppe Patricolo, figura importante nel recupero di molte architetture siciliane, si dedicò al recupero del Castellaccio nelle sue parti meno danneggiate.
Dopo l'intervento di ripristino del Club Alpino Siciliano, il Castellaccio venne riaperto al pubblico nel 1906 divenendo, da quel momento, una stazione alpina del Sodalizio ed è una delle mete escursionistiche del comprensorio. Nel 1996 e nel 2009 sono stati effettuati lavori di restauro e manutenzione straordinaria sotto la supervisione della Sovrintendenza ai Monumenti che hanno ulteriormente permesso l'agibilità delle torri di nord-est e nord-ovest.

## Architettura
Il castello ha uno sviluppo rettangolare con alcune irregolarità e sette torri sporgenti all'esterno.
Le dimensioni della pianta sono 80 x 30 e occupa una superficie di 2295 m².
Probabilmente in origine si sviluppava su due piani. All'interno, lungo i muri perimetrali dell'edificio, sono presenti locali di dubbio uso, probabilmente luogo di riposo per i monaci, raggiungibili da un corridoio con il quale si arriva anche a un atrio circondato da portici: il chiostro interno del complesso monastico. Conteneva anche una cappella di cui ancora restano le tre absidi ed una navata centrale.
Il carattere militare, più che religioso, dell'opera è evidente, oltre che per la sua posizione dominante sul territorio, soprattutto per i suoi aspetti costruttivi e architettonici: poche aperture esterne, spessore dei muri molto accentuato (in media 1,5 m), numerose torri di cortina (7 in tutto, posizionate ad intervalli irregolari), strombatura enfatizzata delle feritoie e torre d'ingresso con accesso a baionetta.
Il linguaggio architettonico austero e l'impiego di materiali da costruzione grezzi, senza concessioni al decorativismo o alla magnificenza, costituiscono un'ulteriore conferma della funzione preminentemente militare e funzionalistica della fabbrica architettonica; infatti è possibile notare l'assenza di conci squadrati architettonici agli angoli dell'edificio (nelle architetture contemporanee normanne era frequente un'enfatizzazione degli angoli ma soprattutto nelle aperture e nei portali con l'utilizzo di pietra nobile o lavorata).
Lo stile dell'architettura è normanno, ridondante nell'architettura castellare siciliana: non dissimili sono le fabbriche successive dei castelli di Cefalà Diana e di Vicari.